# Botswanas demokratiska parti
Botswanas demokratiska parti (Botswana Democratic Party, BDP) är ett politiskt parti som oavbrutet suttit vid makten sedan Botswanas självständighet 1966 .
Partiet bildades 1962 i det dåvarande brittiska protektoratet som Bechuanalands demokratiska parti .
Partiets grundare Seretse Khama valdes 1965 till Bechuanalands premiärminister och fick leda Botswana till självständighet. Han utsågs till den nya nationens förste president.
Khamas son Ian Khama var också president mellan 2008  och 2018 då han lämnade över makten till sin vicepresident Mokgweetsi Masisi.

## Valresultat
| Parlamentsval | antal röster | % av rösterna |
| ------------- | ------------ | ------------- |
| 1965          | 113 167      | 80,4          |
| 1969          | 52 218       | 68,3          |
| 1974          | 49 047       | 76,6          |
| 1979          | 101 098      | 75,2          |
| 1984          | 154 863      | 68,0          |
| 1989          | 162 277      | 648           |
| 1994          | 154 687      | 54,7          |
| 1999          | 192 598      | 57,1          |
| 2004          | 213 308      | 51.7          |
| 2009          | 290 099      | 53,3          |
| 2014          | 320 657      | 46,5          |